# Lou Briel

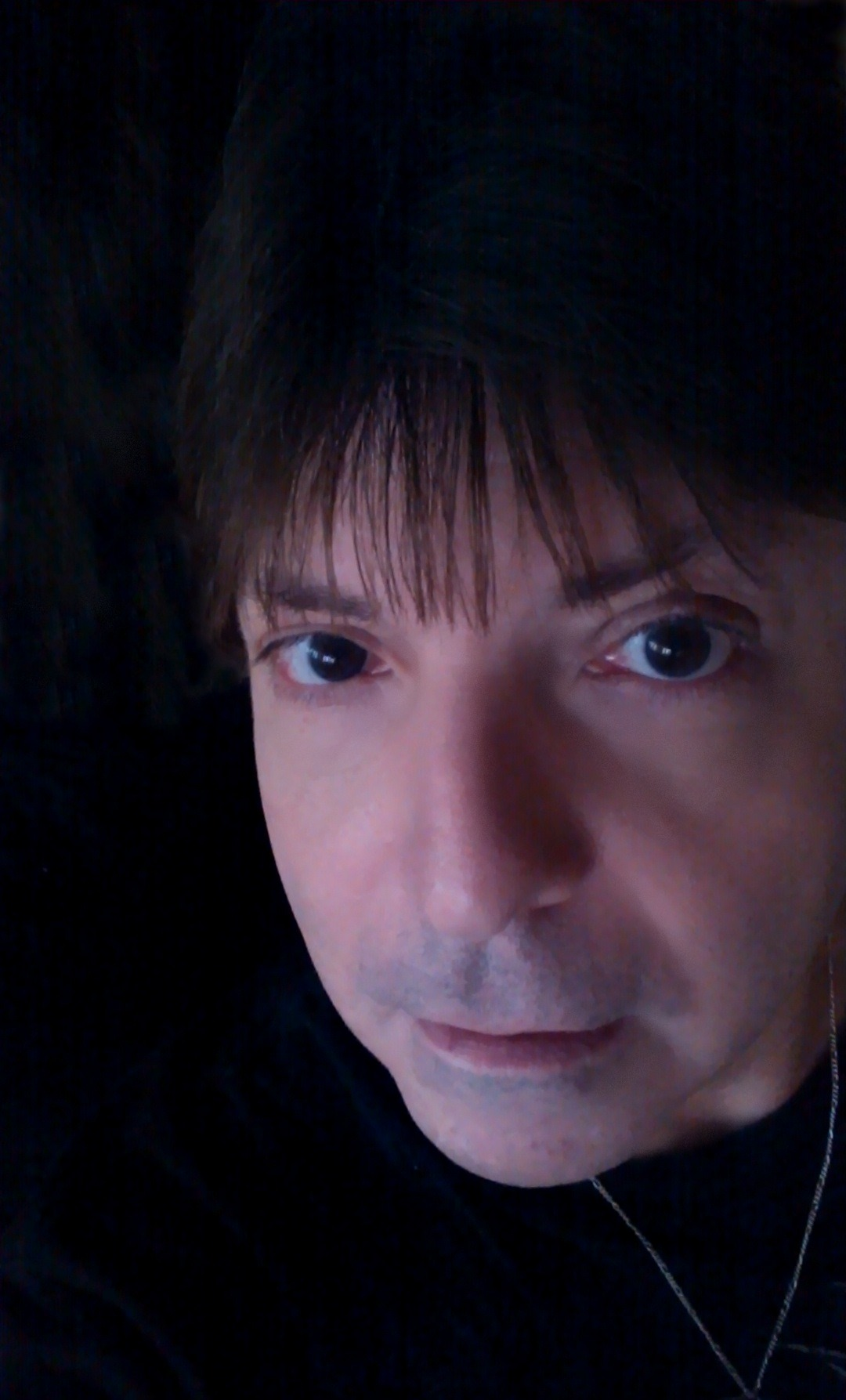
Lou Briel, 2014

Lou Briel (* 19. Oktober 1962 in San Juan) ist ein puerto-ricanischer Sänger, Komponist, Schauspieler, Fernsehmoderator und Produzent.
Briel begann seine Laufbahn in den 1970er Jahren als Leiter und Mitglied des Vokaltrios Anexo 3, mit dem er vier Alben veröffentlichte, u. a. mit den erfolgreichen Titeln Oh, cuánto te amo, Es por eso que estoy preso und Bebu Silvettis Contigo. Beim Fernsehsender Canal 7 hatten sie eine eigene Sendung mit dem Titel Contigo... Anexo 3. Nach der Auflösung der Gruppe begann Briel eine Solokarriere als Sänger und Komponist. Mit Xo puedo nahm er 1985 am Festival de Buga in Kolumbien teil.
Beim Festival der OTI vertrat er Puerto Rico mit seinem Song Todo llega. Bei weiteren Festivals der OTI traten Edgardo Huergo mit seiner Komposition Navegaré und Juan Manuel Lebrón mit der Salsa Reprensento auf. Letztere wurde in den Versionen von Gilberto Santa Rosa, José Feliciano, Tony Vega, Juan Manuel Lebrón und Briel selbst ein Klassiker in Puerto Rico. Beim Festival im mexikanischen Mérida trat Ivonne Briel 1992 mit seinem Song La mujer que sueño ser auf, er selbst gewann den Dritten Preis mit der Komposition En busca del amor. Yolandita Monge popularisierte 1985 Tanto amor und Nunca te diré adiós, den Titelsong der Telenovela Ave de paso. Die Schauspielerin Johanna Rosaly  nahm El amor nuestro de cada día, den Titelsong der gleichnamigen Telenovela auf.
Als Schauspieler war Briel u. a. in der Rolle des Sancho Pansa in einer Produktion des Don Quichotte erfolgreich. Im Fernsehen wirkte er in den Produktionen Voces y Carol und En Broma y en Serio mit.  Von 1995 bis 2005 produzierte er eine eigene Fernsehshow mit dem Titel Voces in Fonción, in der er Gäste und neue Talente vorstellte.